# Pietro Paolini
Pietro Paolini (ur. 3 czerwca 1603 w Lukce, zm. 12 kwietnia 1681 tamże) – barokowy malarz włoski.

## Życiorys
Paolini urodził się w Lukce w Toskanii. W 1619 ojciec wysłał go na studia do Rzymu. W pracowni malarza Angelo Caroselliego zapoznał się ze szkołami bolońską i florencką, poznał twórczość Caravaggia. W 1628 wyjechał do Wenecji, by zapoznać się z tamtejszymi technikami i stylami. Rok później zmarł ojciec malarza, Paolini wrócił do Lukki. Podczas zarazy w 1630 zmarła matka artysty. Od tego momentu malarz tworzył przede wszystkim w swym rodzinnym mieście, gdzie założył w 1652 szkołę malarską − Accademia del naturale. Zaznajamiał adeptów malarskiego fachu z ważnymi nurtami estetycznymi szkoły naturalistycznej. Czołowym jego przeciwnikiem był w tym czasie malarz Paolo Biancucci. Zmarł w Lukce w 1681.

## Twórczość
Podczas pobytu w Rzymie powstały obrazy w stylu szkoły Caravaggia: Dobra Nowina, Marta mówiąca do Marii, Zdjęcie z krzyża i Męczeństwo św. Bartłomieja Apostoła.
Większa część dzieł Paoliniego znajduje się w Lukce. W jednej z sal Muzeum Narodowego Villa Guinigi prezentowane są tylko jego obrazy. Inne dzieła znajdują się w ważnych budynkach użyteczności publicznej: Pokłon pasterzy w siedzibie Fondazione Cassa di Risparmio di Lucca, Zabójstwo generała Wallensteina w Palazzo Orsetti, siedzibie urzędu miasta. Dzieło Koncert dionizyjski z 1625 przechowywane jest w Dallas Museum of Art w Stanach Zjednoczonych, zaś Matka ze swą małą córką w Musée Fesch Ajaccio na Korsyce. Obraz Paoliniego Mistyczne zaślubiny św. Katarzyny Aleksandryjskiej jest w zbiorach Galleria Nazionale d’Arte Antica w Rzymie.

## Galeria

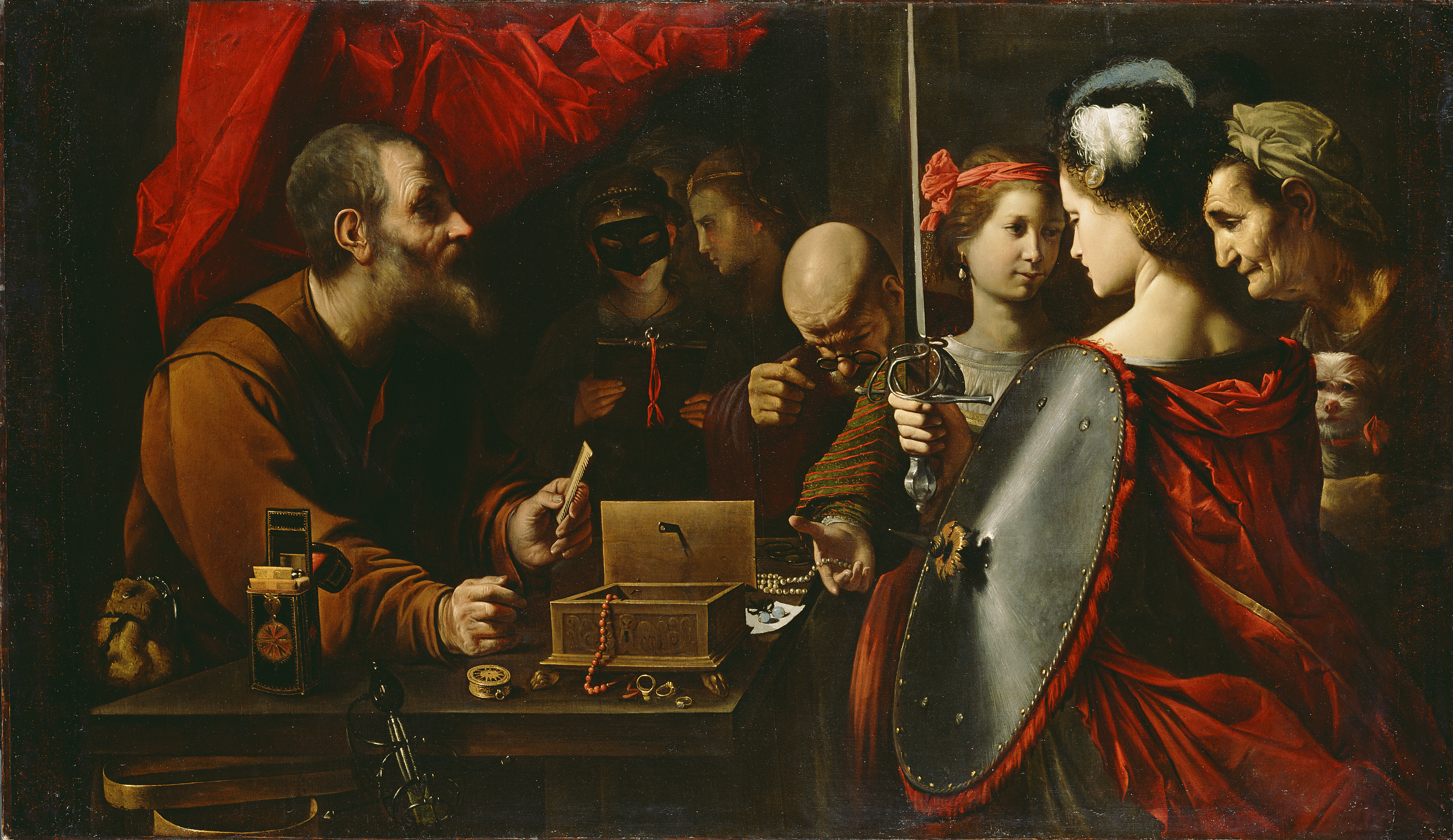
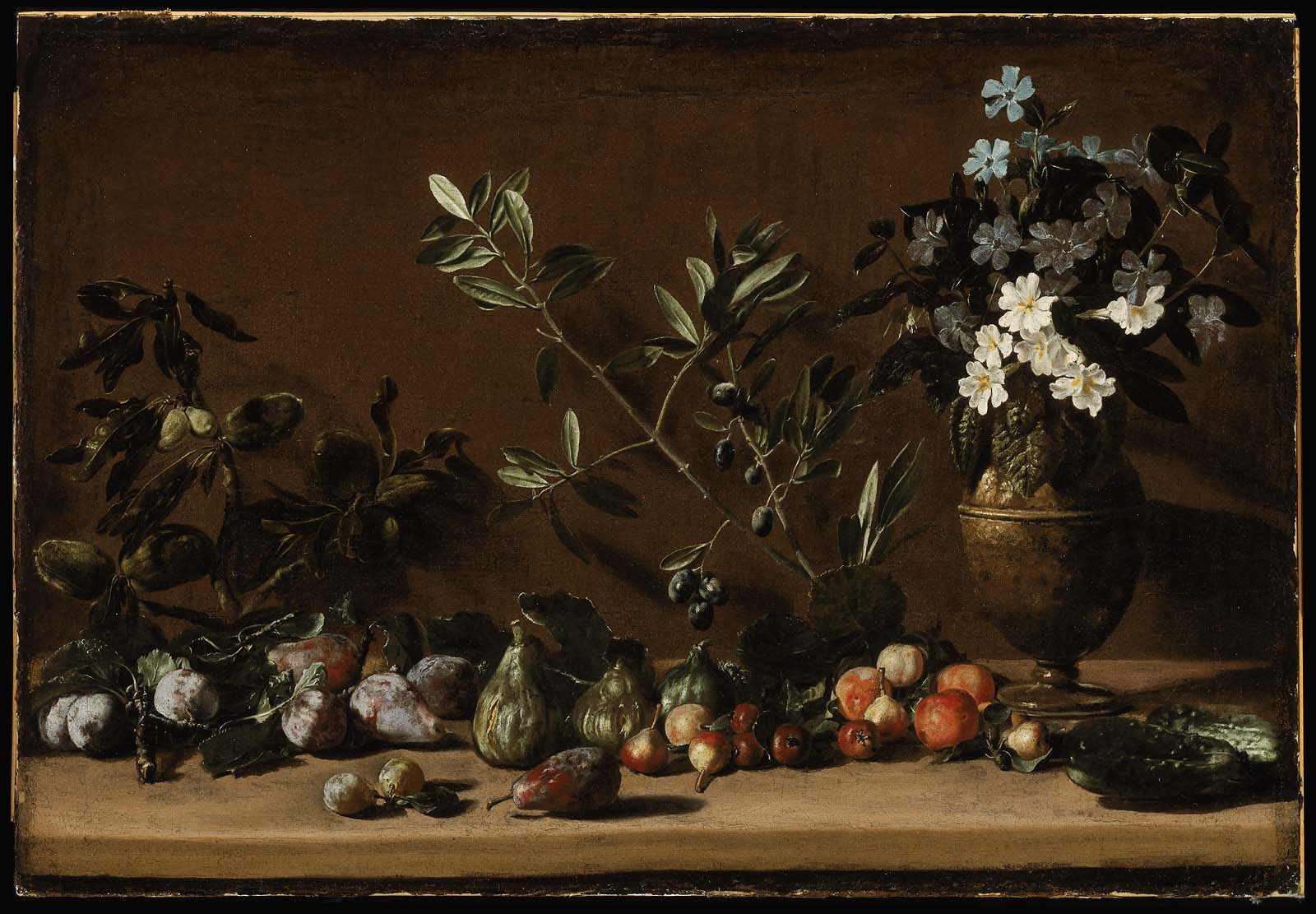
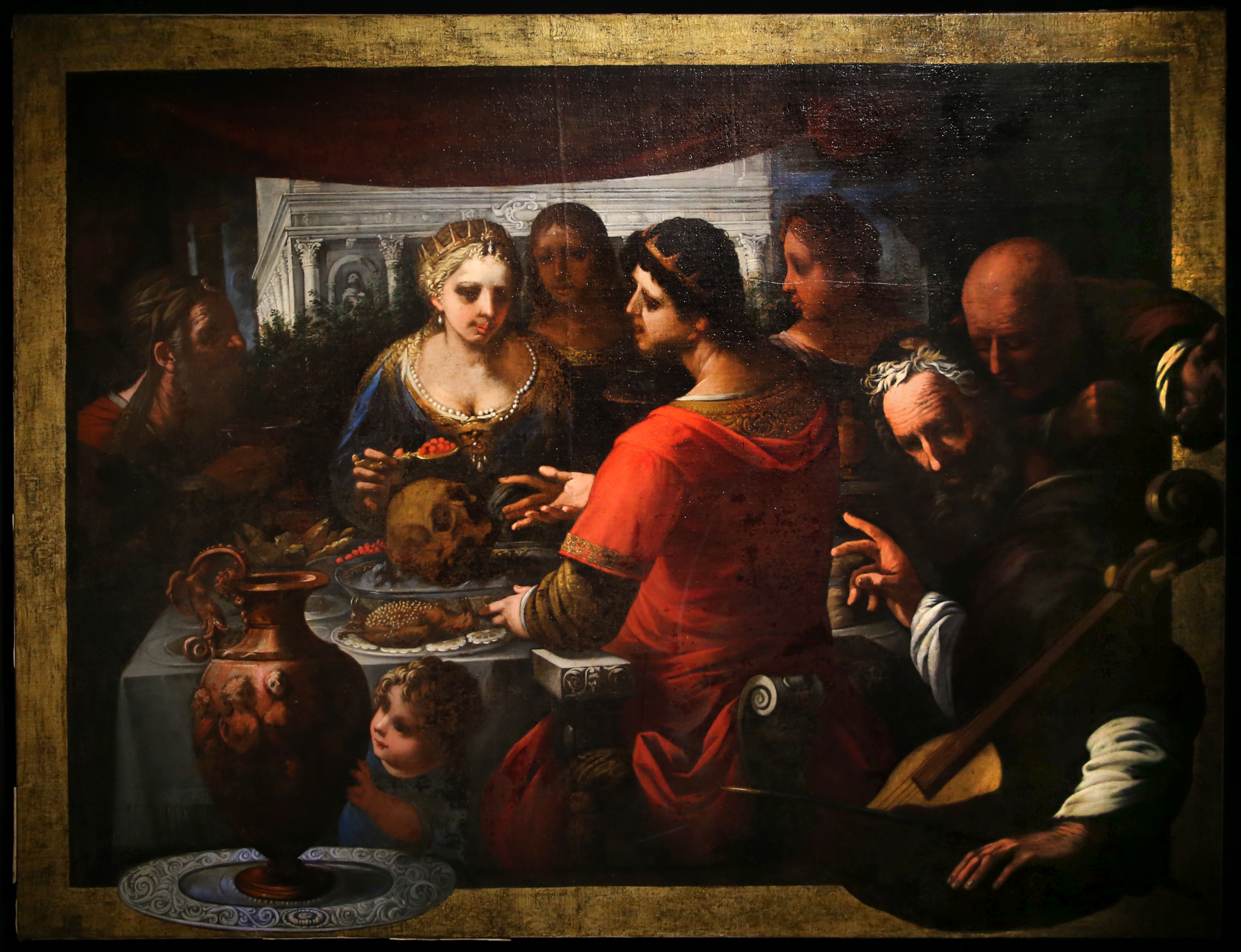
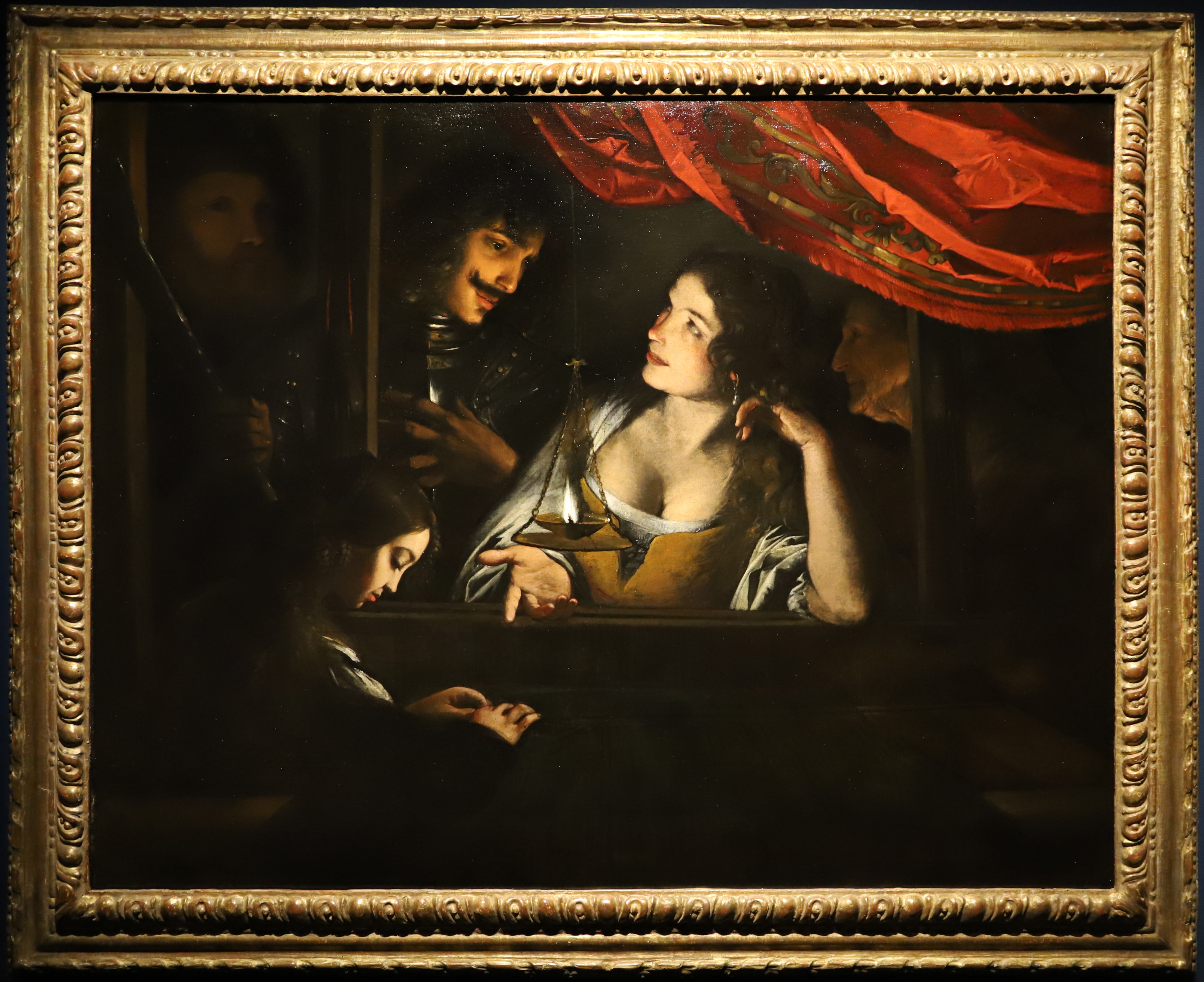